# Pleurostomellinae
Pleurostomellinae es una subfamilia de foraminíferos bentónicos de la Familia Pleurostomellidae, de la Superfamilia Pleurostomelloidea,  del Suborden  Buliminina y del Orden Buliminida. Su rango cronoestratigráfico abarca desde el Aptiense (Cretácico inferior) hasta la actualidad.

## Discusión
Clasificaciones previas incluían Pleurostomellinae en el Suborden Rotaliina y/o Orden Rotaliida.

## Clasificación
Pleurostomellinae incluye a los siguientes géneros:
- Bandyella †
- Clarella
- Ellipsolingulina †
- Neopleurostomella
- Obesopleurostomella
- Ossaggittia
- Pleuroskelidion †
- Pleurostomella

Otros géneros asignados a Pleurostomellinae y actualmente clasificados en otras familias son:
- Amplectoductina †, ahora en la Familia Ellipsoidinidae
- Daucina †, ahora en la Familia Ellipsoidinidae
- Drepaniota †, ahora en la Familia Ellipsoidinidae
- Ellipsobulimina †, ahora en la Familia Ellipsoidinidae
- Ellipsodimorphina †, ahora en la Familia Ellipsoidinidae
- Ellipsoglandulina, ahora en la Familia Ellipsoidinidae
- Ellipsoidella †, ahora en la Familia Ellipsoidinidae
- Ellipsoidina †, ahora en la Familia Ellipsoidinidae
- Ellipsopolymorphina †, ahora en la Familia Ellipsoidinidae
- Laterohiatus †, ahora en la Familia Ellipsoidinidae
- Nodosarella, ahora en la Familia Ellipsoidinidae
- Pinaria †, ahora en la Familia Ellipsoidinidae

Otros géneros considerados en Pleurostomellinae son:
- Clarella, aceptado como Pleurostomella
- Delphinoidella
- Ellipsodentalina, aceptado como Pleurostomella
- Ellipsonodosaria †, aceptado como Nodosarella, ahora en la Familia Ellipsoidinidae
- Ellipsopleurostomella †, aceptado como Ellipsopolymorphina, ahora en la Familia Ellipsoidinidae
- Pleurostomellina, aceptado como Pleurostomella
- Rostrolina, considerado sinónimo posterior de Ellipsopolymorphina